# Coulommiers
Coulommiers é uma comuna francesa situada no departamento de Sena e Marne. Possui uma população de 14 622 habitantes segundo o censo de 2011. É conhecida como a terra natal do wrestler André the Giant.